# Moussobadougou (Bobo-Dioulasso)
Pour les articles homonymes, voir Moussobadougou.
Ne doit pas être confondu avec Moussobadougou (Péni).
Moussobadougou est une commune rurale du département de Bobo-Dioulasso de la province du Houet dans la région du Hauts-Bassins au Burkina Faso.

## Géographie
Moussobadougou est située dans le 3e arrondissement du département de Bobo-Dioulasso, à environ 6 km au sud de Kouentou et à 24 km du centre de Bobo-Dioulasso. Le village est à moins d'un kilomètre de Noumousso – principale commune de la zone – sur l'autre rive de la rivière Sandana.

## Éducation et santé
Le centre médical le plus proche de Moussobadougou est le centre de santé et de promotion sociale (CSPS) de Kouentou.